# فرانك فيليبس (رائد أعمال)
فرانك فيليبس (بالإنجليزية: Frank Phillips)‏ هو رائد أعمال أمريكي، ولد في 28 نوفمبر 1873 في برتلسفيل في الولايات المتحدة، وتوفي في 23 أغسطس 1950.